# Listă de târguri din statul Mississippi
Prezenta pagină este o listă alfabetică a târgurilor din statul  Mississippi,  Statele Unite ale Americii.

 †  Reședință de comitat 

 ††  Capitalele statelor și Reședințele comitatelor
- Vedeți statul Mississippi

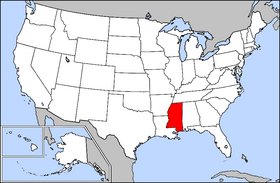
Harta statului în cadrul
hărții SUA

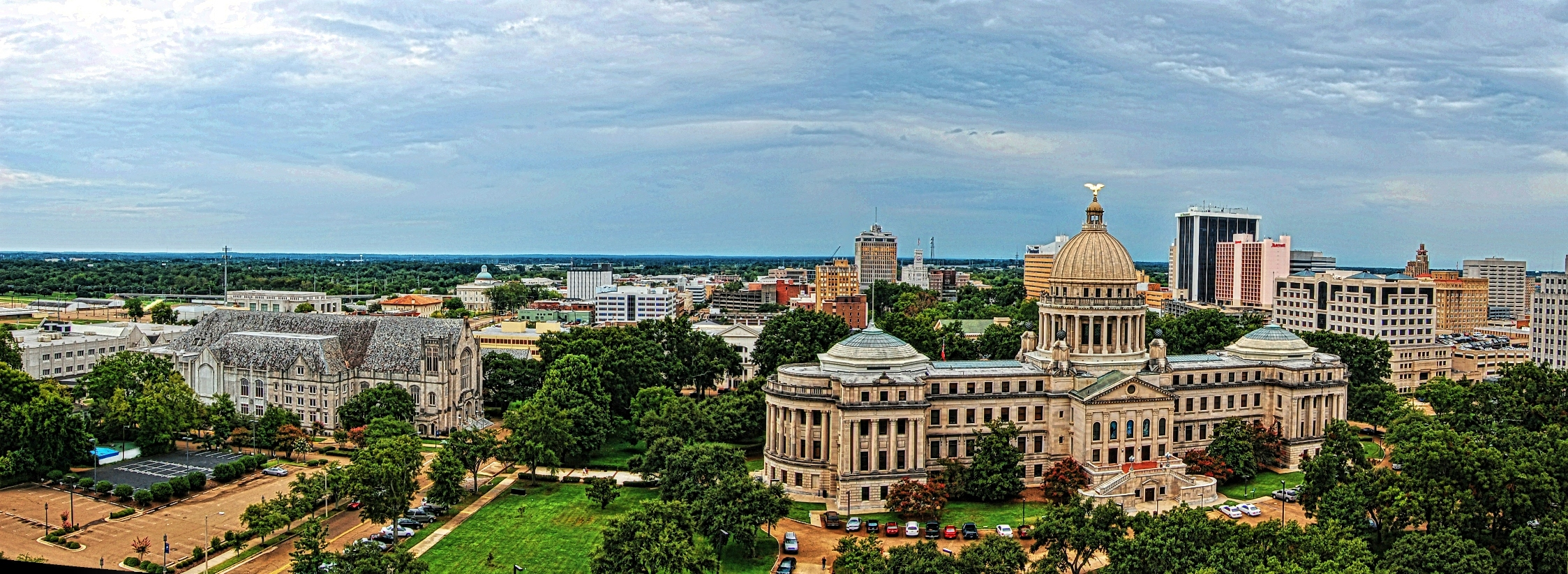
Jackson

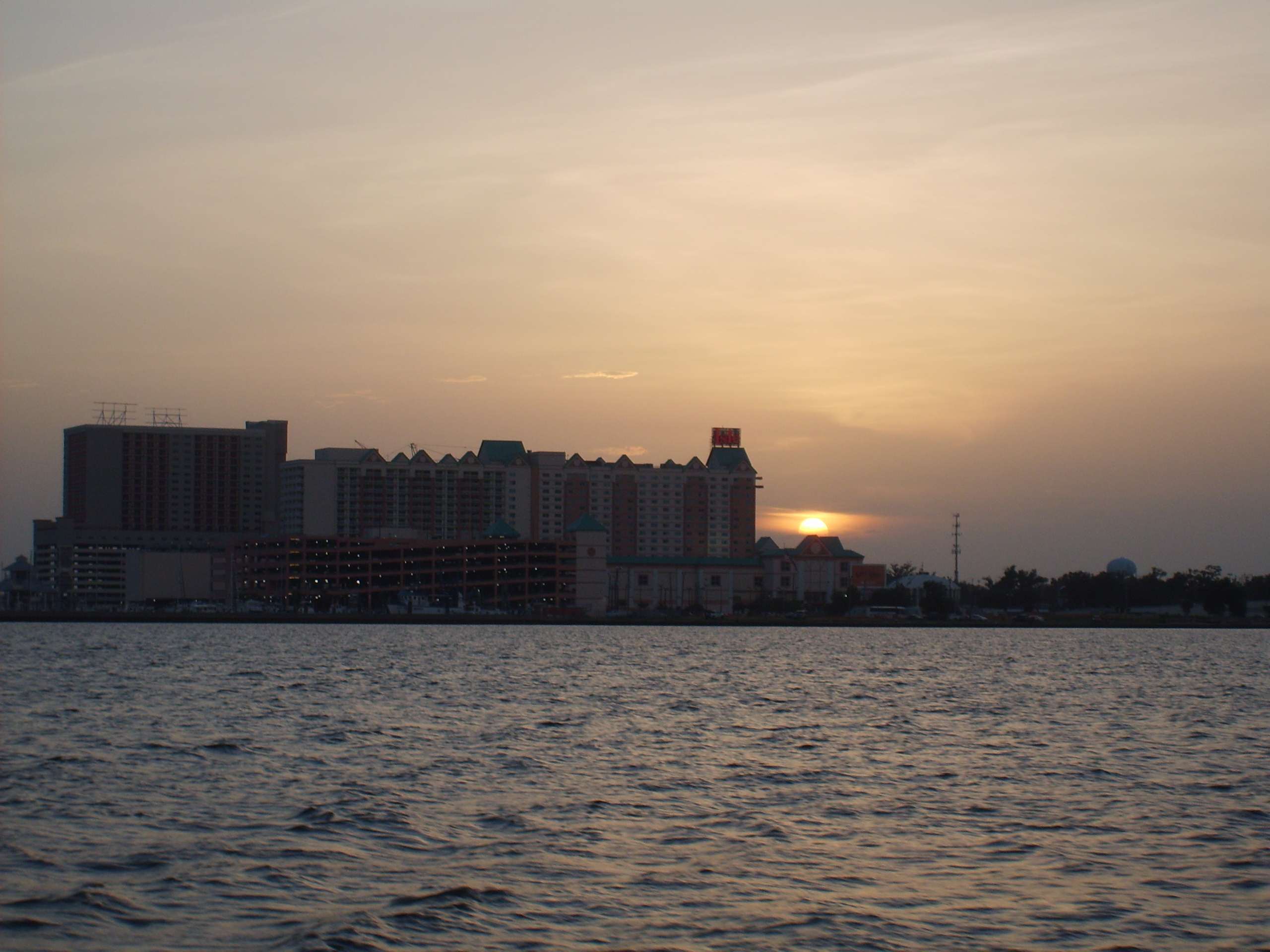
Biloxi

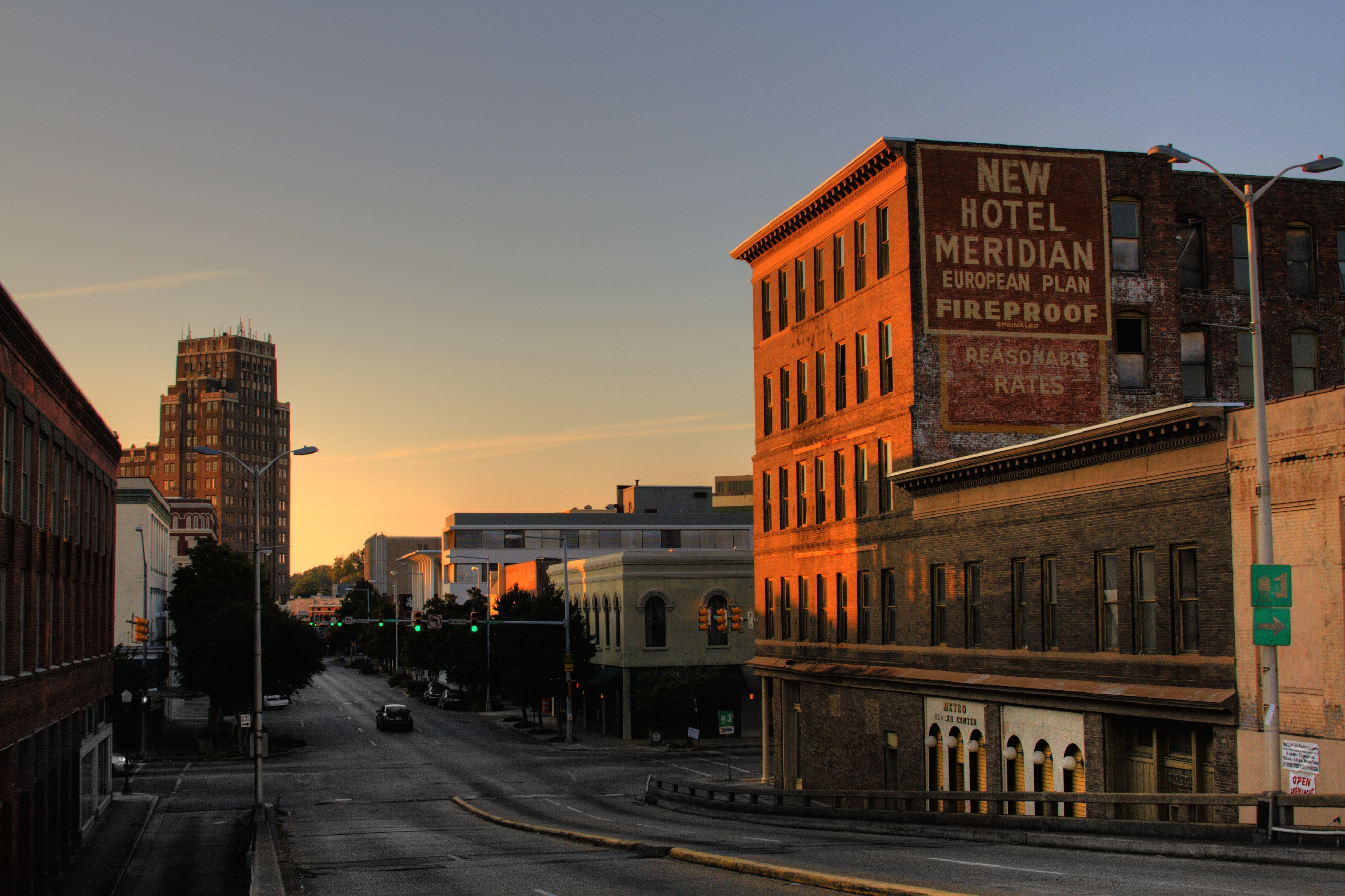
Meridian

- Vedeți Listă de comitate din statul Mississippi
- Vedeți Listă de orașe din statul Mississippi
- Vedeți Listă de târguri din statul Mississippi
- Vedeți Listă de sate din statul Mississippi
- Vedeți Listă de comunități neîncorporate din statul Mississippi
- Vedeți Listă de comunități desemnate pentru recensământ din statul Mississippi
- Vedeți Listă de localități dispărute din statul Mississippi

Statul Mississippi nu are ca subdiviziuni teritoriale de ordin trei,
- districte
- rezervații amerindiene și
- zone de teritoriu neorganizat.

## Târguri din statul Mississippi
Datele demografice sunt bazate pe estimări ale anului 2012.

### A
- Ashland, comitatul Benton

### B
- Benoit, comitatul Bolivar
- Beulah, comitatul Bolivar
- Boyle, comitatul Bolivar
- Bruce, comitatul Calhoun

### C
- Calhoun City, comitatul Calhoun
- Carrollton, comitatul Carroll
- Centreville, comitatul Amite ‡
- Crosby, comitatul Amite ‡

### D
- Derma, comitatul Calhoun
- Duncan, comitatul Bolivar

### E
- Ethel, comitatul Attala

### F
- Farmington, comitatul Alcorn

### G
- Glen, comitatul Alcorn
- Gloster, comitatul Amite
- Gunnison, comitatul Bolivar

### H
- Hickory Flat, comitatul Benton

### L
- Liberty, comitatul Amite

### M
- McCool, comitatul Attala
- Merigold, comitatul Bolivar

### N
- New Houlka, comitatul Chickasaw
- North Carrollton, comitatul Carroll

### P
- Pace, comitatul Bolivar

### R
- Renova, comitatul Bolivar
- Rienzi, comitatul Alcorn

### S
- Sallis, comitatul Attala
- Snow Lake Shores, comitatul Benton

### V
- Vaiden, comitatul Carroll
- Vardaman, comitatul Calhoun

### W
- Winstonville, comitatul Bolivar

## Vedeți și
- Borough (Statele Unite ale Americii);
- Cătun (Statele Unite ale Americii);
- Comitat (Statele Unite ale Americii);
- District civil (Statele Unite ale Americii);
- District desemnat (Statele Unite ale Americii);
- District topografic (Statele Unite ale Americii);
- Loc desemnat, concept din Canada similar cu cel din Uniune --  Canada;
- Loc desemnat pentru recensământ (Statele Unite ale Americii) --  Statele Unite ale Americii;
- Localitate neîncorporată (Statele Unite ale Americii)
- Municipalitate (Statele Unite ale Americii)
- Oraș (Statele Unite ale Americii)
- Precinct (Statele Unite ale Americii)
- Rezervație amerindiană (Statele Unite ale Americii)
- Sat (Statele Unite ale Americii)
- Târg (Statele Unite ale Americii)
- Teritoriu neorganizat (Statele Unite ale Americii)
- Township (Statele Unite ale Americii)
- Zonă metropolitană (Statele Unite ale Americii)
- Zonă micropolitană (Statele Unite ale Americii)

respectiv
- Census county division
- ZIP Code Tabulation Area

## Legături interne
- Vedeți statul Mississippi
- Vedeți Listă de comitate din statul Mississippi
- Vedeți Listă de orașe din statul Mississippi
- Vedeți Listă de târguri din statul Mississippi
- Vedeți Listă de sate din statul Mississippi
- Vedeți Listă de comunități neîncorporate din statul Mississippi
- Vedeți Listă de comunități desemnate pentru recensământ din statul Mississippi
- Vedeți Listă de localități dispărute din statul Mississippi

Statul Mississippi nu are ca subdiviziuni teritoriale de ordin trei,
- districte
- rezervații amerindiene și
- zone de teritoriu neorganizat.

## Alte legături interne
- Categorie:Liste de comitate din Statele Unite ale Americii după stat
- Categorie:Liste de orașe din Statele Unite după stat
- Categorie:Liste de târguri din Statele Unite după stat
- Categorie:Liste de districte civile din Statele Unite după stat
- Categorie:Liste de sate din Statele Unite după stat
- Categorie:Liste de comunități neîncorporate din Statele Unite după stat
- Categorie:Liste de localități dispărute din Statele Unite după stat
- Categorie:Liste de comunități desemnate pentru recensământ din Statele Unite după stat
- Categorie:Liste de rezervații amerindiene din Statele Unite după stat
- Categorie:Liste de zone de teritoriu neorganizat din Statele Unite după stat